# Bel Paese (formaggio)
Il Bel Paese (o Italico) è un formaggio fresco, originario del nord Italia, prodotto dalla Galbani.

## Storia
Il formaggio nacque a Milano nel 1906 da un'idea di Egidio Galbani, fondatore dell'omonima azienda. Constatato come nei più importanti negozi di salumiere i formaggi "di lusso" fossero solo francesi, decise di produrre un formaggio che, per qualità, potesse stare al passo con la produzione casearia d'oltralpe. Per il nome del prodotto si ricalcò l'espressione che per designare l'Italia compariva nel titolo dell'opera dell'abate Antonio Stoppani, Il Bel Paese, libro del 1876 ma che ancora godeva di grande fama; anche nella caratteristica e innovativa confezione il prodotto richiamava l'opera, con una cartina d'Italia e un ritratto dello Stoppani.
Il Bel Paese divenne presto noto in tutta Italia e anche all'estero, specie nelle comunità di italiani emigrati, ed è tuttora un prodotto di punta della Galbani.